# María José Pinto
María José Pinto González-Artigas (Quito, 29 de enero de 1986) es una empresaria y política ecuatoriana. Es la actual vicepresidenta de la República del Ecuador, desde el 24 de mayo de 2025.

## Biografía

### Familia
Nació el 29 de enero de 1986, en la ciudad ecuatoriana de Quito. Es hija del empresario Mauricio Pinto, heredero y gerente de Empresas Pinto, quien se desempeñó como ministro de Industrias, ministro de Economía, representante ante la Junta Monetaria y presidente del Concejo Nacional de Modernización del Estado durante el gobierno de Sixto Durán-Ballén. Además, fue asesor de Luis Noboa Naranjo, en varias de sus empresas.

### Formación
Estudió Arte y Diseño en la Escuela de Diseño Parsons, en París. Posteriormente, cursó estudios en el Instituto Centroamericano de Administración de Empresas (INCAE), donde obtuvo un MBA. Además, realizó varios diplomados en el IDE Business School, entre ellos el de Mujeres en Gobierno Corporativo.

### Carrera profesional
Trabajó en una casa de modas en Ámsterdam y Dubái.
Durante casi dos décadas, Pinto fue ejecutiva de la empresa textil familiar Pinto, donde dirigió iniciativas de innovación y comercio internacional. También formó parte de la junta directiva de la Asociación Ecuatoriana de Industriales Textiles (AITE), abogando por el crecimiento y la modernización de la industria textil. 
Pinto se involucró activamente en el trabajo social, particularmente con mujeres y niños en la región andina, apoyando la productividad y el desarrollo de la comunidad.  
Es cofundadora y miembro de Mujeres por Ecuador, una organización sin fines de lucro que promueve una mayor inclusión de las mujeres en la alta dirección y las juntas directivas corporativas. También está afiliada a la Organización de Emprendedores, una organización global sin fines de lucro con más de 14,000 miembros, que ofrece foros, entrenamiento y eventos de aprendizaje para emprendedores. 

### Trayectoria pública
El 12 de diciembre de 2023,  fue nombrada por el presidente Daniel Noboa, como Secretaria Técnica Ecuador Crece sin Desnutrición Infantil. Mantuvo este cargo hasta el 25 de septiembre de 2024. 

## Trayectoria política

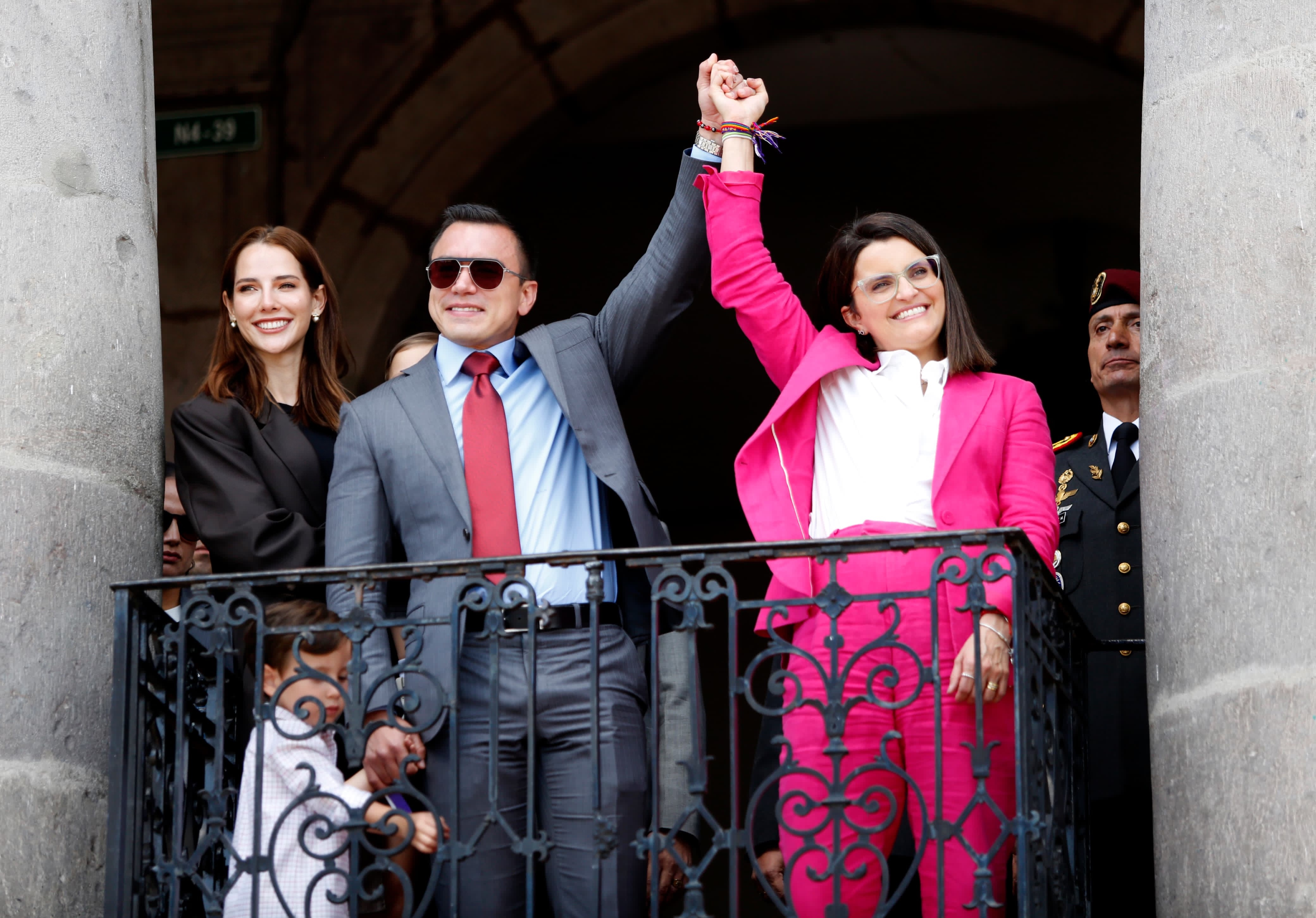
El presidente Daniel Noboa junto a María José Pinto, en abril de 2025.

### Vicepresidencia del Ecuador
En julio de 2024, el presidente Daniel Noboa, líder del movimiento Acción Democrática Nacional, la presentó como su fórmula vicepresidencial para las elecciones generales de 2025. El binomio avanzó a la segunda vuelta electoral con el 44.17% de votos, en las cuales venció con el 55.63% de votos.
Fue posesionada como vicepresidenta de la República el 24 de mayo de 2025, junto a Daniel Noboa, el cual fue investido como presidente de la República. 
El mismo día de su investidura como vicepresidenta, el presidente Noboa le asignó las funciones de la articulación de políticas públicas integrales, planes, programas, proyectos y actividades vinculadas a la salud mental, educación intercultural bilingüe, embarazo adolescente, primera infancia y desnutrición crónica infantil.